# Roue de Deming
Pour les articles homonymes, voir PDSA.

Roue de Deming. Le disque monte la pente : à la 1re position (disque bleu), on est à l'étape D ; à la 2e position (disque jaune), on est à l'étape C ; en 3e position, le disque aura à nouveau tourné et l'étape sera A ; la 4e position donnera l'étape P.

La roue de Deming (de l'anglais Deming wheel) est une transposition graphique de la méthode de gestion de la qualité dite PDCA (plan-do-check-act). Si la paternité de cette méthode revient à Walter A. Shewhart, c'est le statisticien William Edwards Deming qui l'a fait connaître aux industriels japonais dans les années 1950 en la présentant sous l'appellation de cycle de Shewhart (the Shewhart cycle), lors d'une conférence devant 45 membres du Nippon Keidanren, l'organisation patronale japonaise. Au cours des années 1980, Deming a modifié partiellement ce titre qui est devenu PDSA (plan-do-study-adjust).

## Technique de mémorisation
La roue de Deming est un moyen mnémotechnique qui permet de repérer avec simplicité les étapes à suivre pour améliorer la qualité dans une organisation.

## À quoi sert le cycle PDCA?
« Le cycle PDCA sert à transformer une idée en action et l'action en connaissance. Utiliser le cycle de façon correcte nécessite discipline et effort. »
Deming a écrit, dans The New Economics : « Le cycle de Shewhart est un diagramme de flux qui sert à apprendre quelque chose, et à améliorer un produit ou un processus »

## Démarche d'utilisation
La méthode comporte quatre étapes, chacune entraînant l'autre, et vise à établir un cercle vertueux. Sa mise en place doit permettre d'améliorer sans cesse la qualité d'un produit, d'une œuvre, d'un service, etc.
1. Plan : préparer, planifier (ce que l'on va réaliser) ;
2. Do : développer, réaliser, mettre en œuvre (le plus souvent, on commence par une phase de test) ;
3. Check : contrôler, vérifier ;
4. Act (ou Adjust): agir (ou ajuster), réagir (si on a testé à l'étape do, on déploie lors de la phase act[pas clair]).

La première étape, Plan, consiste à planifier la réalisation. Elle se déroule généralement en trois phases :
1. Identification du problème à résoudre (par exemple à l'aide du QQOQCCP) ou du processus à améliorer ;
2. Recherche des causes racines (par exemple à l'aide d'un diagramme de Pareto, d'un diagramme d'Ishikawa ou de la méthode des cinq pourquoi) ;
3. Recherche de solutions avec écriture du cahier des charges et établissement d'un planning.

L'étape do (en français « faire ») est la construction, le développement, la réalisation de l'œuvre.
Elle est suivie de l'étape check (en français « vérifier »), qui consiste à contrôler l'aptitude de la solution mise en place à résoudre le problème ou à améliorer le processus. Sont employés à cet effet des moyens de contrôle divers, tels que les indicateurs de performance et les graphiques de contrôle.
Puis l'étape act consiste à passer à l'action, c'est-à-dire mettre en œuvre le changement étudié, ou bien reprendre le cycle à la première étape en utilisant la connaissance acquise au cours des cycles précédents.
L'étape plan amène donc un nouveau projet à réaliser, donc une nouvelle planification à établir. Il s'agit donc d'un cycle que l'on représente à l'aide d'une roue. À chaque étape, la roue avance d'un quart de tour. Cette avancée représente l'action de progresser.
De plus, pour éviter de « revenir en arrière », on représente une cale sous la roue, qui empêche celle-ci de redescendre et qui symbolise par exemple un système qualité, un système d'audits réguliers, ou un système documentaire qui capitalise les pratiques ou les décisions.

## Deming et l'appellation «roue de Deming»
Deming n'aimait pas cette appellation de « roue de Deming » qui utilise son nom de façon incorrecte et risque de faire oublier ses contributions au management. Il déconseillait même, dans son dernier livre, The New Economics, l'appellation japonaise "PDCA", lui préférant "Cycle de Shewhart" ou "PDSA".

## De la méthode PDCA à la méthode OPDCA
Certains  universitaires ont par la suite remplacé Act par Adjust (« adapter ») – pour éviter toute confusion avec l'étape Do – et ajouté Observe (« observer ») au tout début du cycle, d'où la nouvelle dénomination de « cycle OPDCA ». L'étape Observe, inspirée de la méthode scientifique, met l'accent sur la nécessité de bien observer l'état de départ avant d'établir tout plan ou programme d'action.